# Mauro Urquijo
Mauro Urquijo (Manizales, 7 de julio de 1968) es un actor y presentador de Colombia.
Presentador del exitoso concurso La rueda de la suerte, se dio a conocer en televisión como conductor de secciones en No me lo cambie y luego incursionó como actor. Sus papeles más recordados son como estelar en Otra en mí y La mujer en el espejo. Entre 2009 y 2010, actuó en la novela Isa TK+, como Álvaro Lorenzo; y en el 2016 actuó en la segunda temporada de la serie Yo soy Franky como Eduardo Rivas.

## Filmografía
- Yo soy Franky (2016) como Eduardo Rivas
- Chica vampiro (2013) como Juez
- Tres Caínes (2013) como Eduardo Rocha (Jorge Luis Ochoa)
- Doña Bella (2010) como Fidel.
- Tu voz estéreo (2010) como Daniel
- El clon (2010) como Aurelio
- Isa TK+ (2009 - 2010) como Álvaro Lorenzo.
- Sin senos no hay paraíso (2008-2009) como Stylist
- Cómplices (2008) como Sebastián
- La hija del mariachi (2006-2008) como Pedro Guerrero.
- Al ritmo de tu corazón (2004) como Iván Ruiz.
- Casados con hijos (2005) como Lolo López Lopera (Ep. Otro Chance).
- Pasión de Gavilanes (2003) como Santillana.
- No renuncies Salomé (2003) como Sebastián.
- La mujer en el espejo (1997) como Alfred Nashar.
- Otra en mí (1996) como Luis Fernando.
- Si nos dejan (1996)
- Siempre Musi-k (1996) Presentador.
- María Soledad (1995) como Ricardo Montalvo Borja.
- Amor, Amor (1995)
- El Oasis (1994)
- Detrás de un ángel (1993)

## Premios y nominaciones

### Premios TVyNovelas
| Año  | Categoría                        | Telenovela o Serie | Resultado |
| ---- | -------------------------------- | ------------------ | --------- |
| 1997 | Mejor Actor Protagónico de Serie | Otra en mí         | Nominado  |
| 1995 | Mejor actriz/actor revelación    | El Oasis           | Nominado  |